# 1918 en architecture
| Années de l'architecture : 1915 - 1916 - 1917 - 1918 - 1919 - 1920 - 1921    |
| Décennies de l'architecture : 1880 - 1890 - 1900 - 1910 - 1920 - 1930 - 1940 |

Cet article présente les faits marquants de l'année 1918 en architecture.

## Réalisations
- Hack Kampmann commence la construction du quartier général de la police de Copenhague (da), de style classique nordique (fin en 1924).

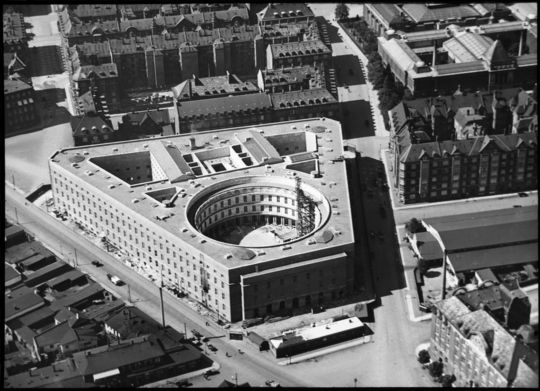
Vue aérienne du en cours de construction.

## Événements
- L'Arbeitsrat für Kunst et le Novembergruppe se constituent en Allemagne.

## Récompenses
- Royal Gold Medal : Ernest Newton.

## Naissances
- 16 mars : Aldo van Eyck († 14 janvier 1999).
- 10 avril : Jørn Utzon († 29 novembre 2008).
- Eliane Havenith († 2004).
- Benjamin C. Thompson († 2002).

## Décès
- 15 janvier : Ernest Sanson (° 12 mai 1836).
- 11 avril : Otto Wagner (° 13 juillet 1841).